# Reggina Calcio 2014-2015
Questa voce raccoglie le informazioni riguardanti la Reggina Calcio nelle competizioni ufficiali della stagione 2014-2015.

## Stagione

### Precampionato
Dopo 5 anni consecutivi in Serie B e 19 stagioni tra Serie A e Serie B, la squadra amaranto a seguito della retrocessione avvenuta nella precedente stagione si trova a giocare in Lega Pro (che ritorna alla formula della vecchia Serie C a tre gironi, esistita dal 1935 al 1978), inserita nel girone C, il raggruppamento delle squadre meridionali.
Sul piano economico la società si trova in difficoltà poiché se non fosse riuscita a pareggiare il bilancio sarebbe stata esclusa dal campionato di terza serie, così come successo al Padova e al Siena. Pertanto il maggior azionista della Reggina, il patron Pasquale Foti, avvia una lunga serie di cessioni e rescissioni che vanno a far scomparire la maggior parte della rosa della scorsa stagione, e a risolvere vari contratti con ex tesserati, che vantano ancora delle somme con il club dello stretto. Il 30 luglio 2014, ultimo giorno utile per iscriversi, la Reggina presenta la domanda di partecipazione alla Lega Pro, che risulta essere incompleta, mancante della fidejussione. La società ha quindi tempo fino al 17 agosto per fare ricorso, e il 15 luglio viene presentato il ricorso alla COVISOC, con la presentazione della mancante parte della documentazione, compresa la fidejussione di 600.000 euro e una tassa di 9.000 euro. La sentenza arriva il giorno successivo: la Reggina può partecipare al campionato.
Il 21 luglio viene ingaggiato l'allenatore Francesco Cozza, ex capitano della squadra e cresciuto nel vivaio della Reggina; egli è il decimo tecnico che è stato sia giocatore che allenatore nella storia della squadra. Nel suo staff sono presenti Mozart (anche lui ex calciatore amaranto) come collaboratore tecnico, Giovanni Saffioti come preparatore atletico e Antonio La Serra come preparatore dei portieri.
La campagna abbonamenti si è conclusa con la sottoscrizione di 2.245 tessere.
La stagione inizia il 22 luglio con il ritiro presso il centro sportivo Sant'Agata; la Reggina così si trova a essere l'ultima squadra del campionato ad avviare l'attività sportiva. Il primo impegno ufficiale è il 10 agosto in Coppa Italia contro la Casertana; i convocati per questo ritiro vengono ufficializzati il 21 luglio e si tratta di fatto della Primavera dell'anno scorso, infatti su 30 giocatori 26 sono uscenti dal vivaio della squadra.

### Coppa Italia
La Reggina esordisce in Coppa Italia il 10 agosto 2014 in casa, allo Stadio Oreste Granillo, contro la Casertana, squadra che milita in Lega Pro nello stesso raggruppamento della Reggina, e che gli amaranto ritroveranno subito nel primo impegno ufficiale di campionato. Nonostante la buona prestazione della squadra amaranto, la squadra campana ha la meglio, espugnando il Granillo per 0-1, determinando così l'eliminazione del torneo della squadra in riva allo Stretto.

### Coppa Italia Lega Pro
Avendo partecipato anche alla coppa maggiore, la squadra amaranto entra al secondo turno della Coppa Italia Lega Pro, il 29 ottobre 2014, affrontando un altro derby calabrese, quello con il Cosenza, battuto in campionato per 3-0. Gli amaranto con questa partita cercano di riportare su il morale dopo la pesante sconfitta avvenuta in campionato contro la Vigor Lamezia, derby che non si sblocca e che arriva ai rigori, determinando vincitrice il Cosenza per 4-2.

### Campionato
Il debutto il campionato avviene in casa, con un 2-2 sempre contro la Casertana, mentre la prima vittoria arriva alla seconda giornata in trasferta allo stadio Marcello Torre di Pagani per 1-2 contro la Paganese, vittoria che mancava dall'8 marzo 2014 contro il Carpi e che da carica in vista del primo derby stagione, molto atteso dai tifosi, quello contro il Messina, partita dichiarata dall'Osservatorio nazionale sulle manifestazioni sportive ad alto rischio.
A causa della concomitanza con i festeggiamenti per la festa patronale della Madonna della Consolazione, la Questura di Reggio Calabria decide di rinviare la partita; la Lega Pro decide quindi di anticipare l'incontro da domenica 14 settembre alle ore 18.00 a venerdì 12 settembre alle ore 20:30: lo scontro è perso 0-1 dagli amaranto e il 70º Derby dello Stretto se lo aggiudicano i peloritani, nonostante un'ottima performance della squadra di casa che coglie la prima sconfitta stagionale, subito bissata nella partita seguente col Lecce dopo una pessima prestazione.
Il 20 settembre 2014 viene rinnovato il Cda facendo tornare presidente Lillo Foti, che era stato alla guida della squadra calabrese fino al novembre del 2013. Sul piano dei risultati continua ancora la scia negativa facendo registrare un 0-0 col Barletta, partita caratterizzata dalla scissione della curva sud e una sconfitta per 2-1 contro la Juve Stabia a causa degli errori difensivi.
Arriva subito il secondo derby più sentito dai tifosi amaranto, quello con il Cosenza vinto 3-0 grazie alla tripletta di Insigne e facendo sperare in una scia positiva, cosa che nonostante il bel gioco espresso finora in campionato non vuole arrivare, andando a far registrare la sconfitta per 1-0 a Matera e il pareggio in casa contro la Lupa Roma, nonostante questo a peggiorare le cose è la prima tanto attesa penalizzazione di 4 punti che porta gli amaranto da 9 a 5 punti in classifica facendoli risultare al penultimo posto in classifica.
Dopo una striscia di risultanti assai negativa, il 15 novembre 2014 - a seguito della sconfitta con la Salernitana - l'allenatore Francesco Cozza si dimette dall'incarico: al suo posto subentra Pierantonio Tortelli.
L'esordio del nuovo tecnico non è dei migliori, infatti collezione subito due sconfitte, allungando ulteriormente la striscia di risultati assai negativi portando ad un nuovo esonero e consegnare la panchina ad Roberto Alberti Mazzaferro che nonostante tutto riesce a far chiudere il girone di andata con 3 punti preziosi conquistati in casa contro il Martina franca grazie al sedicienne Gjuci regalando la prima vittoria del nuovo anno e avviando una striscia utile che porta a conquistare 5 punti in 3 partite, interrotta dalla disfatta per 4-1 avvenuta in trasferta a Messina davanti a 700 tifosi reggini che nonostante l'ultimo posto in classifica si presentano al San Filippo a sostenere la squadra.
il 3 febbraio 2015 le sezioni riunite accolgono il ricorso della Reggina annullando l'intera penalizzazione inflitta nel corso di questo campionato.
Il 26 marzo la Reggina ottiene un deferimento di 4 punti culminato il 15 aprile con una penalizzazione di dodici punti, che si aggiungono ai quattro già presenti. Il 28 aprile la penalizzazione viene ridotta di dieci punti.
Gli amaranto, sotto la guida del subentrato mister Giacomo Tedesco, non riescono ad evitare la retrocessione. Il 20 maggio, tuttavia, al termine della riunione tenuta dall'Alta Corte circa l'ennesimo ricorso stagionale presentato dalla società, la classifica del campionato viene ancora una volta ridisegnata; le Sezioni Unite del Tribunale d'Appello, infatti, decidono di restituire ulteriori due punti alla società di Lillo Foti, dando speranza di salvezza alla società. Dunque, la sfida play-out decisiva vede il presentarsi del derby dello Stretto; nel doppio confronto prevalgono i calabresi (1-0 al Granillo e 0-1 al San Filippo), che ottengono così la permanenza fra i professionisti, condannando il Messina alla retrocessione nei dilettanti.

## Divise e sponsor
Lo sponsor tecnico è Legea; il primo sponsor sulle maglie è Canale costruzioni, il secondo sponsor è Stocco&Stocco mentre lo sponsor sui pantaloncini è Puliservice.
| Casa | Trasferta |

## Organigramma societario
Organigramma societario tratto dal sito ufficiale della squadra.
Area direttiva
- Presidente: Lillo Foti[1]
- Amministratore delegato: Giuseppe Ranieri

Collegio Sindacale
- Presidente del Collegio Sindacale: Sergio Giordano
- Sindaci effettivi: Nicola Carlo Colella e Luigi Romeo
- Sindaci supplenti: Stefania De Lorenzo e Diego Davide Ziino

Area organizzativa
- Team manager: Salvatore Conti
- Contabilità e amministrazione: Simona Gioè e Loredana Porcino

Ufficio comunicazione
- Responsabile comunicazione e ufficio stampa: Consuelo Apa
- Editing foto e video: Paolo Albanese

Ufficio marketing
- Responsabile ufficio commerciale e marketing: Consuelo Apa

Area tecnica
- Allenatore: Francesco Cozza (fino al 17 novembre 2014), Pierantonio Tortelli (fino all'8 dicembre 2014), poi Roberto Alberti Mazzaferro (fino al 20 aprile 2015), poi Giacomo Tedesco
- Allenatore in seconda: Giuseppe Padovano (fino all'8 dicembre 2014)
- Direttore area tecnica: Aldo Cerantola
- Direttore sportivo: Simone Giacchetta
- Preparatore dei portieri: Stefano Leoni
- Preparatore atletico: Giovanni Saffioti
- Collaboratore tecnico: Mozart Santos Batista Júnior (fino all'8 dicembre 2014)
- Responsabile attività di base: Salvatore Laiacona
- Segreteria tecnica e organizzativa del settore giovanile: Titty Fazzari

Area sanitaria
- Medico sociale: Dott. Pasquale Favasuli
- Consulente nutrizionista: Saverio Militano

## Rosa
Rosa aggiornata al 21 gennaio 2015.
| N. |                     | Ruolo | Calciatore             |
| -- | ------------------- | ----- | ---------------------- |
|    | Italia (bandiera)   | P     | Emanuele Belardi       |
|    | Italia (bandiera)   | P     | Giulio Cetrangolo      |
|    | Ungheria (bandiera) | P     | Ádám Kovácsik          |
|    | Italia (bandiera)   | P     | Daniel Leone           |
|    | Italia (bandiera)   | D     | Riccardo Aldo Ammirati |
|    | Italia (bandiera)   | D     | Francesco Scionti      |
|    | Italia (bandiera)   | D     | Salvatore Aronica      |
|    | Italia (bandiera)   | D     | Amedeo Benedetti       |
|    | Italia (bandiera)   | D     | Vincenzo Camilleri     |
|    | Italia (bandiera)   | D     | Bruno Cirillo          |
|    | Italia (bandiera)   | D     | Luca Crescenzi         |
|    | Italia (bandiera)   | D     | Giovanni Di Lorenzo    |
|    | Grecia (bandiera)   | D     | Vasileios Karagkounīs  |
|    | Italia (bandiera)   | D     | Kevin Magri            |
|    | Italia (bandiera)   | D     | Gaetano Ungaro         |
|    | Italia (bandiera)   | C     | Marco Armellino        |
|    | Italia (bandiera)   | C     | Francesco Bramucci     |
|    | Italia (bandiera)   | C     | Marco Condemi          |
|    | Italia (bandiera)   | C     | Eugenio Lorefice       |

| N. |                     | Ruolo | Calciatore             |
| -- | ------------------- | ----- | ---------------------- |
|    | Italia (bandiera)   | C     | Jacopo Dall'Oglio      |
|    | Italia (bandiera)   | C     | Marco Gallozzi         |
|    | Italia (bandiera)   | C     | Giuseppe Maimone       |
|    | Italia (bandiera)   | C     | Mattia Maita           |
|    | Italia (bandiera)   | C     | Domenico Mazzone       |
|    | Italia (bandiera)   | C     | Giuseppe Rizzo         |
|    | Italia (bandiera)   | C     | Francesco Salandria    |
|    | Slovenia (bandiera) | C     | Urban Žibert           |
|    | Italia (bandiera)   | A     | Pietro Balistreri      |
|    | Italia (bandiera)   | A     | Giovanni Catanese      |
|    | Italia (bandiera)   | A     | David Di Michele       |
|    | Albania (bandiera)  | A     | Adoor Gjuci            |
|    | Italia (bandiera)   | A     | Roberto Insigne        |
|    | Italia (bandiera)   | A     | Salvatore Lancia       |
|    | Brasile (bandiera)  | A     | Adriano Louzada        |
|    | Italia (bandiera)   | A     | Simone Masini          |
|    | Italia (bandiera)   | A     | Francesco Perrone      |
|    | Senegal (bandiera)  | A     | Sadio Samba            |
|    | Italia (bandiera)   | A     | Alessio Viola          |
|    | Paraguay (bandiera) | D     | David Aquino Inchausti |

## Calciomercato

### Sessione estiva(dal 1/7 al 1/9)
| Acquisti         | Acquisti             | Acquisti      | Acquisti                      |
| R.               | Nome                 | da            | Modalità                      |
| ---------------- | -------------------- | ------------- | ----------------------------- |
| P                | Ádám Kovácsik        | Carpi         | fine prestito                 |
| P                | Daniel Leone         | Torres        | fine prestito                 |
| D                | David Aquino         | svincolato    | definitivo                    |
| D                | Vincenzo Camilleri   | Barletta      | fine prestito                 |
| D                | Flavio Cianci        | Pontedera     | fine prestito                 |
| D                | Luca Crescenzi       | Lazio         | definitivo                    |
| D                | Antonio Porcino      | Santarcangelo | fine prestito                 |
| D                | Tom Syku             | Udinese       | prestito                      |
| D                | Gaetano Ungaro       | svincolato    | definitivo                    |
| C                | Marco Armellino      | Cremonese     | fine prestito                 |
| C                | Giovanni Catanese    | Tuttocuoio    | fine prestito                 |
| C                | Francesco De Rose    | Lecce         | fine prestito                 |
| C                | Vasilios Karagounis  | Olympiacos    | prestito                      |
| C                | Giuseppe Maimone     | Cuneo         | fine prestito                 |
| C                | Mattia Maita         | Lumezzane     | risoluzione compartecipazione |
| C                | Giuseppe Rizzo       | Pescara       | risoluzione compartecipazione |
| A                | Roberto Insigne      | Napoli        | prestito                      |
| A                | Simone Masini        | Mantova       | definitivo                    |
| A                | Alessio Viola        | Frosinone     | fine prestito                 |
| Altre operazioni |                      |               |                               |
| R.               | Nome                 | da            | Modalità                      |
| P                | Paolo Baiocco        | Benevento     | fine prestito                 |
| D                | Filadelfio Carroccio | Tuttocuoio    | fine prestito                 |
| D                | Francesco Cernuto    | Venezia       | fine prestito                 |
| D                | Adrian Liberacki     | Matera        | fine prestito                 |
| C                | Aaron Akrapovic      | HinterReggio  | fine prestito                 |
| A                | Antonio Cherillo     | Tuttocuoio    | fine prestito                 |
| A                | Daniele Mariani      | Tuttocuoio    | fine prestito                 |

| Cessioni         | Cessioni           | Cessioni       | Cessioni                      |
| R.               | Nome               | a              | Modalità                      |
| ---------------- | ------------------ | -------------- | ----------------------------- |
| P                | Mattia Licastro    | Bisceglie      | definitivo                    |
| P                | Mirko Pigliacelli  | Parma          | fine prestito                 |
| P                | Giovanni Zandrini  |                | svincolato                    |
| D                | Daniel Adejo       |                | svincolato                    |
| D                | Paweł Bochniewicz  | Udinese        | definitivo                    |
| D                | Valerio Foglio     |                | svincolato                    |
| D                | Paolo Frascatore   | Roma           | fine prestito                 |
| D                | Antonio Giosa      | Como           | definitivo                    |
| D                | Kristijan Ipša     |                | svincolato                    |
| D                | Fabio Lucioni      |                | svincolato                    |
| D                | Maicon             | Livorno        | definitivo                    |
| D                | Rodney Strasser    | Genoa          | fine prestito                 |
| C                | Antonino Barillà   | Trapani        | definitivo                    |
| C                | Francesco Bombagi  |                | svincolato                    |
| C                | Sergio Contessa    |                | svincolato                    |
| C                | Miguel Saint-Maza  |                | svincolato                    |
| C                | Alessandro Sbaffo  | Chievo         | fine prestito                 |
| A                | Federico Gerardi   |                | svincolato                    |
| A                | Nicolao Dumitru    | Napoli         | fine prestito                 |
| A                | Federico Caruso    | Fidelis Andria | prestito                      |
| A                | Manuel Fischnaller | Südtirol       | risoluzione compartecipazione |
| Altre operazioni |                    |                |                               |
| R.               | Nome               | a              | Modalità                      |
| P                | Paolo Baiocco      | Matera         | definitivo                    |
| D                | Orly Akuku         | Potenza        | prestito                      |
| D                | Lorenzo Burzigotti |                | svincolato                    |
| D                | Francesco Cernuto  | Venezia        | definitivo                    |
| D                | Flavio Cianci      | HinterReggio   | prestito                      |
| D                | Mauro Coppolaro    | Udinese        | definitivo                    |
| D                | Consalvo Cordova   | Maceratese     | prestito                      |
| D                | Adrian Liberacki   | Casarano       | definitivo                    |
| D                | Antonio Porcino    | Taranto        | prestito                      |
| C                | Salvatore Aloi     |                | svincolato                    |
| C                | Aaron Akrapovic    | Ancona         | prestito                      |
| C                | Giovanni Catanese  | Potenza        | definitivo                    |
| C                | Francesco De Rose  | Barletta       | definitivo                    |
| A                | Manuel Angelilli   | Viterbese      | definitivo                    |
| A                | Andrea Arrighini   | Pontedera      | risoluzione compartecipazione |
| A                | Antonio Cherillo   | Tuttocuoio     | definitivo                    |
| A                | Daniele Mariani    |                | svincolato                    |
| A                | Antonio Russo      | Taranto        | prestito                      |

### Sessione invernale(dal 5/1 al 2/2)
| Acquisti | Acquisti          | Acquisti       | Acquisti      |
| R.       | Nome              | da             | Modalità      |
| -------- | ----------------- | -------------- | ------------- |
| P        | Emanuele Belardi  | Pune City      | definitivo    |
| D        | Bruno Cirillo     | Pune City      | definitivo    |
| D        | Salvatore Aronica | svincolato     | definitivo    |
| D        | Amedeo Benedetti  | Chievo         | prestito      |
| D        | Kevin Magri       | Chievo         | prestito      |
| C        | Marco Gallozzi    | Matera         | definitivo    |
| C        | Urban Žibert      | Koper          | definitivo    |
| A        | Federico Caruso   | Fidelis Andria | fine prestito |
| A        | Pietro Balistreri | Torres         | prestito      |

| Cessioni | Cessioni          | Cessioni     | Cessioni   |
| R.       | Nome              | a            | Modalità   |
| -------- | ----------------- | ------------ | ---------- |
| D        | Luca Crescenzi    | Arezzo       | definitivo |
| C        | Giuseppe Rizzo    | Perugia      | prestito   |
| A        | Federico Caruso   | Rende        | prestito   |
| A        | Sadio Samba       | Montebelluna | prestito   |
| A        | Francesco Perrone | Akragas      | prestito   |

## Risultati

### Lega Pro

#### Girone di andata
| Arbitro: | Colarossi (Roma) |

|                  |           |                          |
| Insigne 37’, 86’ | Marcatori | 55’ Cruciani 72’ Mancino |

| Arbitro: | Ranaldi (Tivoli) |

|          |           |                            |
| Deli 85’ | Marcatori | 51’ Dall'Oglio 65’ Insigne |

| Arbitro: | Dei Giudici (Latina) |

|  |           |                |
|  | Marcatori | 79’ L. Orlando |

| Arbitro: | Piccinini (Forlì) |

|                        |           |  |
| Papini 28’ Miccoli 48’ | Marcatori |  |

| Reggio Calabria 24 settembre 2014, ore 20:45 CEST 5ª giornata | Reggina                 | 0 – 0 referto | Barletta | Stadio Oreste Granillo (2 540 spett.)\| Arbitro: \| Paolini (Ascoli Piceno) \| |
| Arbitro:                                                      | Paolini (Ascoli Piceno) |               |          |                                                                                |

| Arbitro: | Pelagatti (Arezzo) |

|                             |           |               |
| Di Carmine 55’ S. Romeo 81’ | Marcatori | 54’ Armellino |

| Arbitro: | Rapuano (Rimini) |

|                     |           |  |
| Insigne 4’ 22’, 85’ | Marcatori |  |

| Arbitro: | Tardino (Milano) |

|              |           |  |
| Albadoro 82’ | Marcatori |  |

| Arbitro: | Valiante (Nocera Inferiore) |

|             |           |               |
| Louzada 21’ | Marcatori | 50’ Raffaello |

| Arbitro: | Guccini (Albano Laziale) |

|                                                        |           |  |
| A. Montella 31’ Del Sante 37’ 74’ Crescenzi 83’ (aut.) | Marcatori |  |

| Arbitro: | Proietti (Terni) |

|             |           |             |
| Louzada 19’ | Marcatori | 34’ De Vena |

| Arbitro: | Mancini (Fermo) |

|                           |           |  |
| Berardino 16’ Tortori 62’ | Marcatori |  |

| Arbitro: | Fiore (Barletta) |

|  |           |           |
|  | Marcatori | 12’ Calil |

| Arbitro: | Giovani (Grosseto) |

|                          |           |  |
| Ciotola 47’ Fiandaca 54’ | Marcatori |  |

| Arbitro: | Serra (Torino) |

|  |           |                              |
|  | Marcatori | 4’ Alfageme 32’ Scognamiglio |

| Arbitro: | Lanza (Nichelino) |

|                                 |           |  |
| Checcucci 25’ Scarpa 83’ (rig.) | Marcatori |  |

| Arbitro: | Prontera (Bologna) |

|  |           |                         |
|  | Marcatori | 11’ Sarno 59’ D'Allocco |

| Arbitro: | Vesprini (Macerata) |

|            |           |  |
| Fofana 58’ | Marcatori |  |

| Arbitro: | Piscopo (Imperia) |

|           |           |  |
| Gjuci 25’ | Marcatori |  |

#### Girone di ritorno
| Caserta 10 gennaio 2015, ore 14:30 CET 20ª giornata | Casertana        | 0 – 0 referto | Reggio Calabria | Stadio Alberto Pinto (3 000 spett.)\| Arbitro: \| D'Apice (Arezzo) \| |
| Arbitro:                                            | D'Apice (Arezzo) |               |                 |                                                                       |

| Arbitro: | Capilungo (Lecce) |

|              |           |            |
| Ungaro 90+2’ | Marcatori | 4’ Calamai |

| Arbitro: | Cifelli (Campobasso) |

|                                                     |           |             |
| Bortoli 40’ L. Orlando 48’ Corona 64’ Ciciretti 77’ | Marcatori | 86’ Insigne |

| Arbitro: | Di Martino (Teramo) |

|                        |           |                |
| Masini 65’ Maimone 86’ | Marcatori | 4’ Moscardelli |

| Arbitro: | Dionisi (L'Aquila) |

|                         |           |                          |
| Cortellini 59’ Radi 62’ | Marcatori | 44’ Maimone 74’ A. Viola |

| Reggio Calabria 15 febbraio 2015, ore 12:30 CET 25ª giornata | Reggio Calabria           | 0 – 0 referto | Juve Stabia | Stadio Oreste Granillo (2 592 spett.)\| Arbitro: \| Lacagnina (Caltanissetta) \| |
| Arbitro:                                                     | Lacagnina (Caltanissetta) |               |             |                                                                                  |

| Arbitro: | Morreale (Roma) |

|                             |           |  |
| De Angelis 21’ Caccetta 70’ | Marcatori |  |

| Arbitro: | Melidoni (Frattamaggiore) |

|                           |           |                               |
| A. Viola 71’ Ungaro 90+1’ | Marcatori | 27’, 56’ Carretta 45’ Madonia |

| Arbitro: | Mei (Pesaro) |

|                                     |           |                |
| A. Tulli 45’ Cascone 73’ Bariti 81’ | Marcatori | 69’ Di Michele |

| Arbitro: | Illuzzi (Molfetta) |

|  |           |                               |
|  | Marcatori | 10’ A. Montella 68’ Del Sante |

| Arbitro: | Paolini (Ascoli Piceno) |

|  |           |                     |
|  | Marcatori | 55’ (rig.) A. Viola |

| Arbitro: | Formato (Benevento) |

|                              |           |             |
| Armellino 58’ Di Michele 90’ | Marcatori | 58’ Agnello |

| Arbitro: | Di Martino (Teramo) |

|                       |           |             |
| D. Moro 31’ Negro 37’ | Marcatori | 28’ Insigne |

| Arbitro: | Tardino (Milano) |

|  |           |               |
|  | Marcatori | 47’ Sirignano |

| Arbitro: | Rapuano (Rimini) |

|                                                             |           |  |
| D'Agostino 20’ Di Lorenzo 71’ (aut.) Mazzeo 74’ Marotta 82’ | Marcatori |  |

| Arbitro: | Baroni (Firenze) |

|                                    |           |                         |
| A. Viola 61’ Di Michele 75’ (rig.) | Marcatori | 6’ Di Piazza 90’ Scarpa |

| Arbitro: | Massimi (Termoli) |

|                             |           |                            |
| Iemmello 1’ 89’ Minotti 77’ | Marcatori | 15’ Armellino 53’ A. Viola |

| Arbitro: | Valiante (Nocera Inferiore) |

|                                         |           |              |
| A. Viola 43’ Di Michele 70’ Maimone 84’ | Marcatori | 63’ Razzitti |

| Arbitro: | Di Ruberto (Nocera Inferiore) |

|  |           |                   |
|  | Marcatori | 15’, 49’ A. Viola |

### Play-out
| Arbitro: | Illuzzi (Molfetta) |

|             |           |  |
| Insigne 24’ | Marcatori |  |

| Arbitro: | Martinelli (Roma) |

|  |           |                |
|  | Marcatori | 87’ Balistreri |

### Coppa Italia

#### Turni preliminari
| Arbitro: | Guarino (Caltanissetta) |

|  |           |              |
|  | Marcatori | 47’ Cruciani |

### Coppa Italia Lega Pro

#### Fase a eliminazione diretta
| Arbitro: | Boggi (Salerno) |

|                                               |                      |                                  |
| J. Alessandro Tortolano Ciancio Fornito Corsi | Tiri di rigore 4 – 2 | Armellino Rizzo Maita Di Lorenzo |

## Statistiche
Statistiche aggiornate all'8 aprile 2015.

### Statistiche di squadra
| Competizione          | Punti   | In casa | In casa | In casa | In casa | In casa | In casa | In trasferta | In trasferta | In trasferta | In trasferta | In trasferta | In trasferta | Totale | Totale | Totale | Totale | Totale | Totale | D.R |
| Competizione          | Punti   | G       | V       | N       | P       | Gf      | Gs      | G            | V            | N            | P            | Gf           | Gs           | G      | V      | N      | P      | Gf     | Gs     | D.R |
| --------------------- | ------- | ------- | ------- | ------- | ------- | ------- | ------- | ------------ | ------------ | ------------ | ------------ | ------------ | ------------ | ------ | ------ | ------ | ------ | ------ | ------ | --- |
| Lega Pro              | 29 (-4) | 19      | 5       | 7       | 7       | 20      | 22      | 19           | 3            | 2            | 14           | 13           | 37           | 38     | 8      | 9      | 21     | 33     | 59     | -43 |
| Coppa Italia          | -       | 1       | 0       | 0       | 1       | 0       | 1       | 0            | 0            | 0            | 0            | 0            | 0            | 1      | 0      | 0      | 1      | 0      | 1      | -3  |
| Coppa Italia Lega Pro | 0       | 0       | 0       | 0       | 0       | 0       | 0       | 1            | 0            | 1            | 0            | 0            | 0            | 1      | 0      | 1      | 0      | 0      | 0      | 0   |
| Totale                | 29 (-4) | 20      | 5       | 7       | 8       | 20      | 23      | 20           | 3            | 3            | 14           | 13           | 37           | 40     | 8      | 10     | 22     | 33     | 60     | -46 |

### Andamento in campionato
| Giornata  | 1 | 2 | 3 | 4  | 5  | 6  | 7  | 8  | 9  | 10 | 11 | 12 | 13 | 14 | 15 | 16 | 17 | 18 | 19 | 20 | 21 | 22 | 23 | 24 | 25 | 26 | 27 | 28 | 29 | 30 | 31 | 32 | 33 | 34 | 35 | 36 | 37 | 38 |
| --------- | - | - | - | -- | -- | -- | -- | -- | -- | -- | -- | -- | -- | -- | -- | -- | -- | -- | -- | -- | -- | -- | -- | -- | -- | -- | -- | -- | -- | -- | -- | -- | -- | -- | -- | -- | -- | -- |
| Luogo     | C | T | C | T  | C  | T  | C  | T  | C  | T  | C  | T  | C  | T  | C  | T  | C  | T  | C  | T  | C  | T  | C  | T  | C  | T  | C  | T  | C  | T  | C  | T  | C  | T  | C  | T  | C  | T  |
| Risultato | N | V | P | P  | N  | P  | V  | P  | N  | P  | N  | P  | P  | P  | P  | P  | P  | P  | V  | N  | N  | P  | V  | N  | N  | P  | P  | P  | P  | V  | V  | P  | P  | P  | N  | P  | V  | V  |
| Posizione | 6 | 3 | 9 | 14 | 13 | 14 | 10 | 11 | 19 | 19 | 19 | 19 | 19 | 19 | 20 | 20 | 20 | 20 | 20 | 20 | 20 | 20 | 19 | 19 | 18 | 19 | 20 | 20 | 20 | 18 | 18 | 20 | 20 | 20 | 20 | 20 | 20 | 19 |

Fonte:  GIRONE C STATISTICA, su lega-pro.com.
Legenda:

Luogo: C = Casa; T = Trasferta. Risultato: V = Vittoria; N = Pareggio; P = Sconfitta.

### Statistiche dei giocatori
aggiornata al 30 maggio 2015.
Sono in corsivo i calciatori che hanno lasciato la società a stagione in corso.
| Giocatore           | Lega Pro | Lega Pro | Lega Pro    | Lega Pro   | Coppa Italia | Coppa Italia | Coppa Italia | Coppa Italia | Coppa Italia Lega Pro | Coppa Italia Lega Pro | Coppa Italia Lega Pro | Coppa Italia Lega Pro | Totale   | Totale | Totale      | Totale     |
| Giocatore           | Presenze | Reti     | Ammonizioni | Espulsioni | Presenze     | Reti         | Ammonizioni  | Espulsioni   | Presenze              | Reti                  | Ammonizioni           | Espulsioni            | Presenze | Reti   | Ammonizioni | Espulsioni |
| ------------------- | -------- | -------- | ----------- | ---------- | ------------ | ------------ | ------------ | ------------ | --------------------- | --------------------- | --------------------- | --------------------- | -------- | ------ | ----------- | ---------- |
| R. Ammirati         | 7        | 0        | 0           | 0          | -            | -            | -            | -            | 1                     | 0                     | 1                     | 0                     | 8        | 0      | 1           | 0          |
| D. Aquino Inchausti | 4        | 0        | 1           | 0          | 1            | 0            | 0            | 0            | -                     | -                     | -                     | -                     | 5        | 0      | 1           | 0          |
| S. Aronica          | 11+2     | -        | 3           | -          | -            | -            | -            | -            | 0                     | 0                     | 0                     | 0                     | 13       | 0      | 3           | 0          |
| M. Armellino        | 35+2     | 3        | 3           | 0          | 1            | 0            | 0            | 0            | 1                     | 1                     | 0                     | 0                     | 39       | 4      | 3           | 0          |
| P. Balistreri       | 11+1     | 0+1      | -           | -          | -            | -            | -            | -            | 0                     | 0                     | 0                     | 0                     | 12       | 1      | 0           | 0          |
| E. Belardi          | 11+2     | -20      | -           | -          | -            | -            | -            | -            | 0                     | 0                     | 0                     | 0                     | 13       | -20    | 0           | 0          |
| A. Benedetti        | 13+2     | 0        | -           | 1          | -            | -            | -            | -            | 0                     | 0                     | 0                     | 0                     | 15       | 0      | 0           | 1          |
| L. Burzigotti       | -        | -        | -           | -          | 1            | 0            | 0            | 0            | -                     | -                     | -                     | -                     | 1        | 0      | 0           | 0          |
| F. Bramucci         | 1        | 0        | -           | -          | -            | -            | -            | -            | 0                     | 0                     | 0                     | 0                     | 1        | 0      | 0           | 0          |
| V. Camilleri        | 21       | 0        | 4           | 1          | 1            | 0            | 0            | 0            | 1                     | 0                     | 1                     | 0                     | 23       | 0      | 5           | 1          |
| G. Cetrangolo       | -        | -        | -           | -          | -            | -            | -            | -            | 1                     | 0                     | 0                     | 0                     | 1        | 0      | 0           | 0          |
| B. Cirillo          | 14+2     | 0        | 1           | -          | -            | -            | -            | -            | 0                     | 0                     | 0                     | 0                     | 16       | 0      | 1           | 0          |
| M. Condemi          | 5        | 0        | 2           | 0          | -            | -            | -            | -            | -                     | -                     | -                     | -                     | 5        | 0      | 2           | 0          |
| L. Crescenzi        | 13       | 0        | 0           | 0          | -            | -            | -            | -            | -                     | -                     | -                     | -                     | 13       | 0      | 0           | 0          |
| J. Dall'Oglio       | 15       | 1        | 4           | 1          | 1            | 0            | 0            | 0            | -                     | -                     | -                     | -                     | 16       | 1      | 4           | 1          |
| G. Di Lorenzo       | 36+2     | 0        | 7           | 1          | 1            | 0            | 0            | 0            | 1                     | 0                     | 0                     | 0                     | 40       | 0      | 7           | 1          |
| D. Di Michele       | 17+1     | 4        | 1           | 0          | 1            | 0            | 1            | 0            | -                     | -                     | -                     | -                     | 19       | 4      | 2           | 0          |
| M. Gallozzi         | 10       | 0        | -           | -          | -            | -            | -            | -            | 0                     | 0                     | 0                     | 0                     | 10       | 0      | 0           | 0          |
| A. Gjuci            | 8        | 1        | 0           | 0          | -            | -            | -            | -            | 1                     | 0                     | 0                     | 0                     | 9        | 1      | 0           | 0          |
| R. Insigne          | 30+2     | 8+1      | 3           | 0          | -            | -            | -            | -            | -                     | -                     | -                     | -                     | 32       | 9      | 3           | 0          |
| V. Karagounis       | 20       | 0        | 0           | 0          | -            | -            | -            | -            | 1                     | 0                     | 0                     | 0                     | 21       | 0      | 0           | 0          |
| A. Kovacsik         | 28       | -39      | 2           | 0          | 1            | -1           | 0            | 0            | -                     | -                     | -                     | -                     | 29       | -40    | 2           | 0          |
| S. Lancia           | 2        | 0        | -           | -          | 1            | 0            | 0            | 0            | -                     | -                     | -                     | -                     | 3        | 0      | 0           | 0          |
| D. Leone            | 0        | 0        | 0           | 0          | -            | -            | -            | -            | -                     | -                     | -                     | -                     | 0        | 0      | 0           | 0          |
| E. Lorefice         | 1        | 0        | -           | -          | -            | -            | -            | -            | 0                     | 0                     | 0                     | 0                     | 1        | 0      | 0           | 0          |
| A. Louzada          | 23+1     | 2        | 3           | 0          | 1            | 0            | 0            | 0            | 1                     | 0                     | 0                     | 0                     | 26       | 2      | 3           | 0          |
| G. Maimone          | 24+1     | 3        | 2           | 0          | -            | -            | -            | -            | 1                     | 0                     | 0                     | 0                     | 26       | 3      | 2           | 0          |
| M. Maita            | 8        | 0        | 0           | 0          | 0            | 0            | 0            | 0            | 1                     | 1                     | 1                     | 0                     | 9        | 1      | 1           | 0          |
| K. Magri            | 1+1      | 0        | -           | -          | -            | -            | -            | -            | 0                     | 0                     | 0                     | 0                     | 2        | 0      | 0           | 0          |
| S. Masini           | 32       | 1        | 2           | 0          | 1            | 0            | 0            | 0            | -                     | -                     | -                     | -                     | 33       | 1      | 2           | 0          |
| D. Mazzone          | 7        | 0        | -           | 1          | -            | -            | -            | -            | 0                     | 0                     | 0                     | 0                     | 7        | 0      | 0           | 1          |
| F. Perrone          | 1        | 0        | 0           | 0          | -            | -            | -            | -            | -                     | -                     | -                     | -                     | 1        | 0      | 0           | 0          |
| A. Porcino          | -        | -        | -           | -          | 1            | 0            | 1            | 0            | -                     | -                     | -                     | -                     | 1        | 0      | 1           | 0          |
| G. Rizzo            | 14       | 0        | 8           | 1          | 1            | 0            | 1            | 0            | 1                     | 0                     | 0                     | 0                     | 16       | 0      | 9           | 1          |
| F. Salandria        | 21+2     | 0        | 0           | 0          | 0            | 0            | 0            | 0            | 1                     | 0                     | 0                     | 0                     | 24       | 0      | 0           | 0          |
| F. Scionti          | 1        | -        | -           | -          | -            | -            | -            | -            | 0                     | 0                     | 0                     | 0                     | 1        | 0      | 0           | 0          |
| T. Syku             | -        | -        | -           | -          | -            | -            | -            | -            | 1                     | 0                     | 0                     | 0                     | 1        | 0      | 0           | 0          |
| F. Velardi          | 4+1      | 0        | -           | -          | -            | -            | -            | -            | 0                     | 0                     | 0                     | 0                     | 5        | 0      | 0           | 0          |
| A. Viola            | 33+2     | 8        | 3           | 0          | 1            | 0            | 0            | 0            | 1                     | 0                     | 0                     | 0                     | 37       | 8      | 3           | 0          |
| G. Ungaro           | 25+2     | 2        | 4           | 0          | -            | -            | -            | -            | -                     | -                     | -                     | -                     | 27       | 2      | 4           | 0          |
| U. Zibert           | 10+2     | 0        | -           | -          | -            | -            | -            | -            | 0                     | 0                     | 0                     | 0                     | 12       | 0      | 0           | 0          |